# John M. Jumper
John Michael Jumper (Little Rock, 1985) è un biochimico statunitense, vincitore del Premio Nobel per la chimica 2024.

## Biografia
È ricercatore senior presso DeepMind Technologies e il direttore del team che ha sviluppato AlphaFold, un algoritmo basato sull'intelligenza artificiale in grado di prevedere, con un alto grado di accuratezza, la struttura proteica a partire dalla sequenza di amminoacidi, che, secondo Jumper, potrebbe sviluppare modelli per centinaia di milioni di proteine.
Per il suo lavoro, nel 2021 la rivista Nature lo ha incluso nella sua lista di dieci persone che "contano" nel mondo della scienza.
Nel 2024, ha ricevuto il Premio Nobel per la Chimica, insieme a Demis Hassabis, "per i sistemi di predizione del ripiegamento delle proteine". I due hanno condiviso il premio con David Baker, premiato "per la progettazione computazionale delle proteine".